# La Resistència a la Catalunya del Nord
La Resistència a la Catalunya del Nord va ser el moviment clandestí que lluità contra els ocupants alemanys i el col·laboracionista Govern de Vichy durant la Segona Guerra Mundial a la Catalunya del Nord.

## Història
La Resistència Francesa va ser un conjunt d'iniciatives, amb actors molt diversos que, amb un objectiu genèric comú («alliberar França de l'ocupació alemanya») tenien objectius propis diversos i formes de lluita variades. A la Catalunya del Nord, diversos col·lectius -de vegades per separat, altres en cooperació- treballaren per la causa: els comunistes, presents als FTPF; els socialistes, vinculats a la SFIO; militars francesos evadits dels alemanys o desmobilitzats; els republicans exiliats, vinculats a vegades als «Guerrilleros españoles». Els matisos ideològics o estratègics en les motivacions d'aquests col·lectius es manifestaren en les seves actuacions: si els militars s'estimaven més marxar de la França ocupada per incorporar-se a unitats regulars de la zona lliure, els comunistes, per contra, creien que s'havien de quedar a França per preparar l'Alçament Popular, i per això no eren favorables a les xarxes d'evasió i si ho eren a la constitució de maquis. D'altres col·laboraven en les evasions per raons humanitàries (ajudar jueus perseguits, per exemple) o pràctiques (socórrer pilots abatuts i permetre'ls reincorporar-se a la lluita); uns començaren el 1943 a preparar el terreny per facilitar les invasions aliades; i finalment hi hagué els que esperaven l'Alliberament per beneficiar-se'n d'alguna forma. Pel caràcter fronterer de la regió, que de sempre havia permès l'existència d'un cert contraban, tingueren un pes especial les xarxes d'evasió que feien passar aviadors aliats abatuts i presoners evadits –sobretot– la frontera amb Espanya.

La França de Vichy, o "Zona Lliure", fins al novembre del 1942

El Departament dels Pirineus Orientals, al fons de tot de la zona controlada per Vichy, no tingué una ocupació alemanya efectiva fins al 12 de novembre del 1942. El 1944 hi havia 10.000 soldats alemanys destinats a la regió; entre els fets més sagnants que la seva ocupació comportà en destaca la massacre i destrucció de Vallmanya de l'agost del 1944. A més de l'actuació col·laboracionista de les autoritats locals (més entusiasta o més passiva depenent de cada cas), les tasques repressores de la dissidència –amb la persecució de la Resistència en primer lloc– foren assumides també pels francesos del «Service d'Ordre Légionnair» de primeres i la «Milice Française» a partir del 1943.

### Els inicis
Es considera que la Resistència al Rosselló s'inicià al juliol del 1940, quan l'estudiant de Secundària Pierre Solanes –de quinze anys– va fer un full clandestí cridant a la resistència. Ben aviat, a causa de la posició privilegiada del departament en una zona fronterera amb dos països no combatents es constituïren grups d'evasió al Rosselló, al Vallespir, al Conflent, a l'Alta Cerdanya... que entroncaven amb les grans xarxes en l'àmbit francès. Aquestes filades recollien belgues i francesos (especialment) que volien incorporar-se als seus exèrcits nacionals a l'exili (els Francesos Lliures a l'Àfrica del Nord), i aviadors anglesos i americans abatuts sobre Europa. També altres exiliats provaren les rutes d'evasió, com jueus d'arreu que volien fugir de la persecució nazi, joves nord-catalans que volien escapar-se del Servei de Treball Obligatori (STO)…

### Les xarxes d'evasió

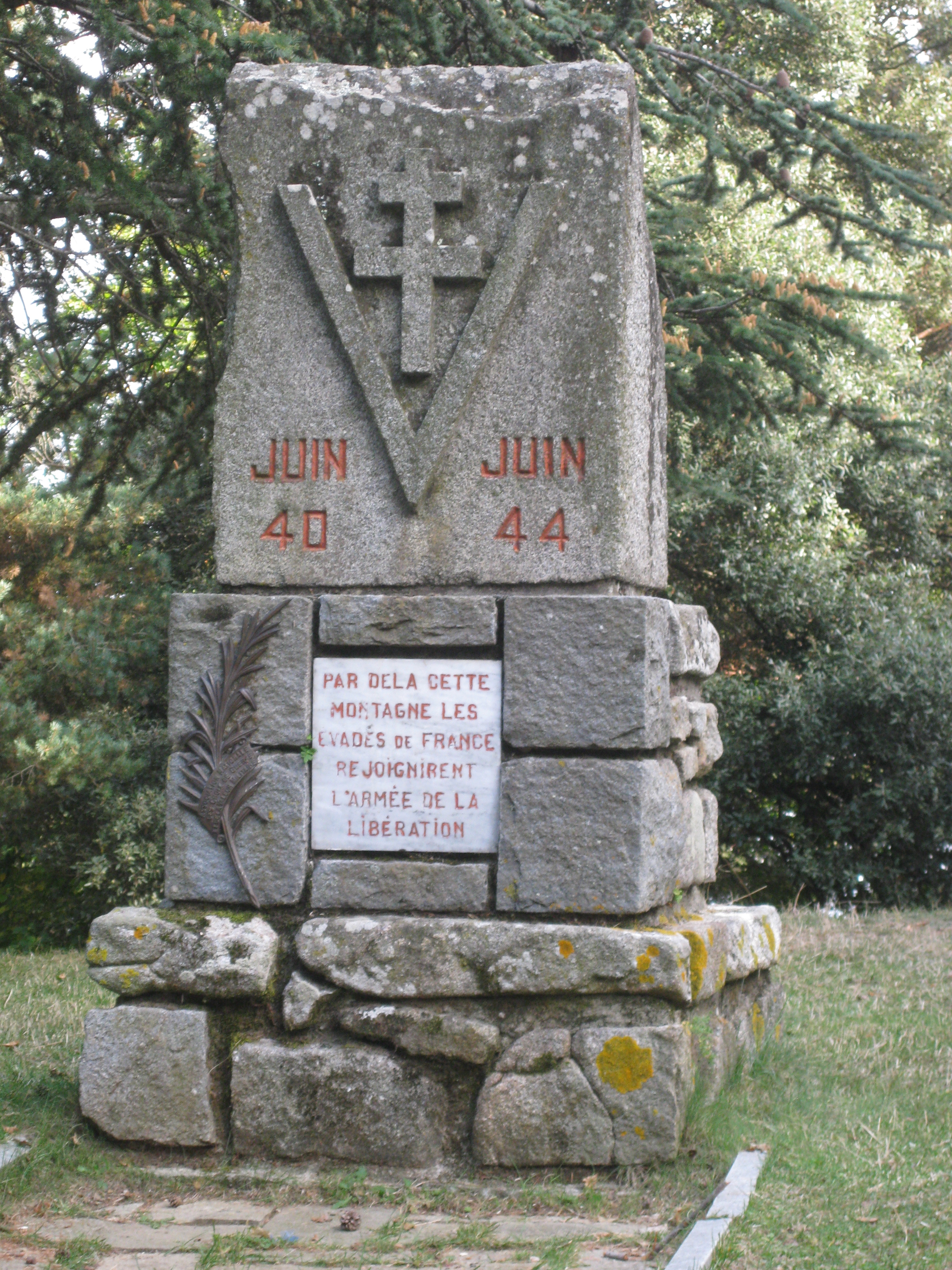
Primera estela als evadits, col·locada el 1946 al pic de Fontfreda (Ceret)

Per raó d'aquesta situació fronterera, diverses fileres d'evasió d'àmbit francès, més d'altres d'específiques del sud del país, tingueren representació a la Catalunya del Nord. Algunes d'aquestes foren: «Brutus» (on participà Pierre Gineste), «Bougogne» i «Travaux ruraux» (a les tres anteriors treballà François Dabouzi, que també intervingué amb Lucette Pla-Justafré, futura alcaldessa d'Illa, en la xarxa «Gallia-Kasanga»); «Ajax», «Ak-Ak», «Alexandre-Edouard», «Cotre», el grup de Dorres, «Hi-Hi», «Louis Brun» (on col·laborava Joan Olibó), «Maillol», «Martin» (de qual formà part Josep Pallach), «Maurice» i «Alibi» (que dirigia en Jean-Louis Vigier), «Pat O'Leary» (on ajudava el berguedà Josep Ester), «Picot», «Rail» (de ferroviaris, i d'on era membre el malaguanyat Michel Carola), «Sainte Jeanne» (que fundaren el 1941 Abdon Robert Casso i el professor René Horte per a evacuar exiliats belgues), «Tramontane»...
Una gran varietat de complicitats locals permeté que els evadits travessessin la frontera de moltes i curioses formes. Entre altres, es podria esmentar una xarxa en col·laboració amb els mateixos duaners i gendarmes que havien d'impedir les evasions, amb ferroviaris que transportaven d'estranquis els evadits, el viatge en vaixells de pesca o la constitució d'una filera eclesiàstica on participava el rector de la Tor de Querol Joan Jacoupy  en col·laboració amb la militant d'esquerres Elisa Berjoan.

### Grups independents fins a la unificació del 1943
Inicialment i fins al març del 1943, quan es constituí el «Mouvements Unis de la Résistance» (M.U.R.), la lluita clandestina als Pirineus Orientals, xarxes a banda, va estar formada per diversos grups totalment independents –filials de grans grups nacionals–, que inicialment es distingiren per la publicació i distribució de pamflets i butlletins (tracts en francès), per a més endavant passar a altres menes de lluita (sabotatges i altres accions directes):
- Combat va ser la primera organització. Sorgí el 1941 de la fusió del «Mouvement de libération nationale» i del «Liberté». Als P.O. va ser organitzada i dirigida per Marceau Gitard[nt 8] i tenia tres responsables de zona: el comandant a la reserva Ricart, a Perpinyà, Pierre Mau a Ceret i Elna i Marcel Clos pel Conflent i el rerepaís. El militant anarquista André Respaut (el 1943 deportat a Buchewald) col·laborà en la distribució del butlletí del moviment, Combat.

- Franc-Tireur sorgí al setembre del 1941, branca de l'organització nacional fundada a Lió el novembre del 1940, i inicialment es dedicà únicament a la difusió del butlletí de l'organització. En ser arrestat i deportat el responsable departamental François Paulin[nt 9] el maig del 1942, el reemplaçà en Joseph Pomarola[nt 10] que també seria detingut i deportat més tard.

- Libération, nascuda en l'àmbit estatal a Clermont-Ferrand a l'abril del 1941, obrí una delegació als P.O. a començament del 1942. Dirigida per Joan Olibó al començament, al 27 de juliol del 1942 passà a portar-lo Joseph Rous[nt 11] fins que aquest fou arrestat el 23 de maig del 1943 (i deportat al març de l'any següent). El succeí Marcel Maynéris.

- Front National va ser un moviment vinculat al clandestí Partit Comunista. La seva actuació nord-catalana començà al cap d'any del 1941 amb la distribució pública del butlletí Front National. El moviment no prengué volada fins al maig següent, quan el dirigien Charles Robert, André Sola[nt 12] i Joseph Crouzières. El moviment tenia també una branca armada, els Francs-Tireur et Partisans français, presents al Departament a partir del desembre del 1942. El 1943, membres dels FTPF estarien en l'origen de diversos maquis que es formarien als Pirineus Orientals (vegeu més avall).

- L'Organisation de la Résistance de l'Armée (O.R.A.)[nt 13] es constituí al 10 d'agost del 1943, i la dirigia el comandant Puig.

### El 14 de juliol del 1942
Una de les diverses formes que prengué l'acció resistent va ser la distribució de fulls volanders i butlletins clandestins (tracts), i cadascun dels principals grups de resistència en publicava els seus, que es distribuïen  de forma clandestina. Al juliol del 1942 una iniciativa puntual, originada a Londres i secundada pels grans moviments nacionals de la Resistència, tingué repercussió a escala local amb la difusió de butlletins de Combat, Franc-Tireur i Libération encoratjant la població a celebrar la Festa Nacional del 14 de juliol, suprimida pel Govern de Vichy. Vora 300 persones s'aplegaren a la plaça Aragó de Perpinyà, totes lluint una escarapel·la blanca, blanca i vermella al trau. Gilbert Brutus, que va ser interrogat per la policia a causa de la manifestació explicaria posteriorment: 
| « | Nous nous trouvions entre le rue de l'Ange et le bureau de tabac lorsque la Marseillaise a retenti à peu de distance du socle de la statue d'Arago, chantée par quelques personnes. A ce moment des cris divers ont éclaté, poussés par les groupes du Service d'ordre légionnaire "A mort les gaullistes", puis tout le monde a chanté la Marseillaise. La première bousculade s'est produite amorcée par les S.O.L. La police s'est interposée. | » |

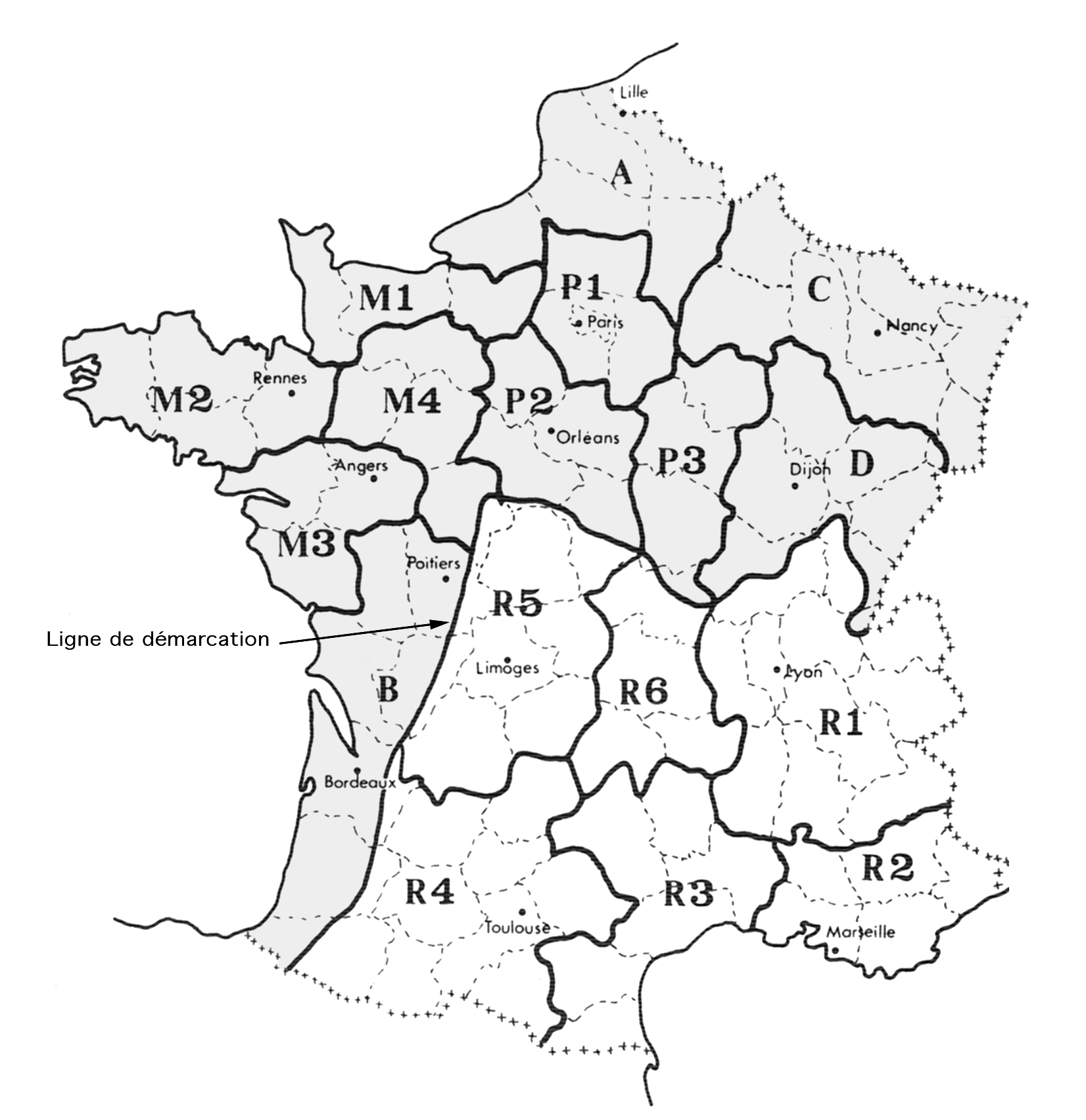
Divisió zonal de la Resistència francesa

| — | |   |

### Els Moviments Units de Resistència
Després de la fusió nacional dels moviments «Combat», «Libération» i «Franc-Tireur» del 26 de gener del 1943, donant lloc al «Mouvements Unis de Résistance», la seva unió en l'àmbit del departament tingué lloc al març següent. El seu dirigent va ser el comandant Fernand Viaux (provinent de Combat), fins que una operació de la policia alemanya en decapità la cúpula al maig del mateix any. Passà a dirigir els MUR Camille Fourquet, i es dedicaren a preparar el terreny per a un proper desembarcament aliat (que es feu a la ben allunyada Normandia el 6 de juny del 1944); els instruments que s'hi empraren foren l'aplec d'informació, la constitució de maquis i la facilitació del pas de la frontera: per a les rutes d'evasió en sentit sud i d'agents en sentit nord. Les branques militars dels moviments esmentats s'unificaren en l'Armée Secrète du Languedoc Roussillon, sota el comandament de Lluís Torcatis Torreilles entre el 1942-1943, i de Dominique Cayrol el 1944. El servei d'Informació s'encomanà a Gilbert Brutus (que seria detingut, i moriria en mans de la Gestapo al març del 1944), els «Grups francs» a Albert Truze, el reclutament, organització i propaganda a Martin Vivès i a Mathieu Py  la infiltració a l'Administració Pública.
A l'hivern del 1943 i fins a mig 1944, les principals accions armades foren obra de «legals» (fossin FTPF, republicans espanyols exiliats o membres dels Cossos Francs d'Alliberament), que feren almenys 23 atemptats contra instal·lacions oficials (gener del 1944, voladura de l'oficina del servei d'informació militar), locals alemanys (28 d'abril, voladura de la llibreria alemanya del centre de Perpinyà), estacions de ferrocarril o forces de policia. L'operació amb més ressonància va ser l'intent d'atracament a un agent de la Trésorerie Générale de Perpinyà que transportava fons a la Banque de France  feren el 23 de maig diversos militants dels FTPF. L'assalt acabà com el ball de Torrent: cinc resistents  foren detinguts, jutjats per la Cort d'Apel·lació de Montpeller i executats per un escamot de policies francesos l'11 de juliol.

### Elsmaquis
Els primers maquis, grups clandestins de lluita armada, es formaren a partir del 1943. Les seves accions passaren per atemptats i sabotatges, tot i que tampoc no menysprearen els atracaments i, sovint, enfrontaments armats directes contra l'enemic. Les seves files es nodriren de comunistes provinents dels FTPF, de joves que decidiren ignorar les crides al Service Obligatoire de Travail i emboscar-se, i de republicans espanyols procedents de les explotacions mineres de Vetera o d'explotacions forestals del Conflent, que s'agruparen en la Primera Brigada dels «Guerrilleros Españoles», la branca armada de la UNE. Hi hagué diversos maquis a la Catalunya del Nord:
- El primer[18] el formaren una dotzena de nois (FTPF i/o objectors del STO) a un mas devora Queixàs, el febrer del 1943. Arran d'una denúncia, els alemanys muntaren una gran operació el 27 d'abril del mateix any per capturar-los i, encara que la majoria de maquissards pogueren escapar-se, foren arrestats en Pierre Mach (el seu cap el qual els duia el menjar) i Gilbert Mestres; el primer morí a la deportació, però Mestres pogué posteriorment integrar-se al maquis «Henri Barbusse».

- Al desembre del 1943, una quinzena d'homes s'aplegà a Embullà (Ambouilla en francès), a prop de Cornellà de Conflent. Les penoses condicions de vida i l'amenaça d'un atac alemany feren que el comandament decidís poc després dissoldre aquest grup i que els seus integrants reforcessin l'«Henri Barbusse».

- El maquis Henri Barbusse[nt 23] es creà al desembre del 1943 a Plèus (Cassanyes), a la Fenolleda, en un indret a prop de Millars i Estagell. Estava format per un grup de FTPF i el presoner evadit Laurent Batlle; Georges Morer [nt 24] el dirigia. Dissolt temporalment en previsió d'una ofensiva alemanya, fou refet el maig del 1944, i tingué la direcció d'André Tourné Lepetit. Fort de 150 homes, s'instal·là a la Pinosa (Vallmanya). Al 29 de juliol assaltà Prada i ferí soldats alemanys; a la retirada prengué tres ostatges, que foren executats després d'un judici sumari. En represàlia, diverses unitats alemanyes reforçades amb milicians francesos assetjaren i cremaren Vallmanya, però l'actuació del maquis i de guerrillers republicans permeté almenys de cobrir la fugida dels habitants i limitar les baixes civils. El dispositiu de defensa tingué dues baixes de la Resistència i 2 guerrilleros, que potser foren quatre: François Cabossell, un jove resistent de Prada, i el maquissard Julien Panchot, germà de Barthélemy Panchot, líder del grup, que seria torturat i afusellat al lloc; Emitièro Barrena, i José Gimeno.

- Al març del 1944, els resistents Pierre Bardagué, Pierre Mau, Edmond Barde i el capità Miquel decidiren fer una crida pública per alçar el que seria maquis A.S. 44 a la zona de Ceret. A un cortal de Reiners convingut es presentaren poc després una vuitantena de persones. Davant l'escassedat de mitjans materials i de preparació dels voluntaris, a una gran part se'ls demanà que tornessin a casa en espera de temps millors. La resta estigueren un temps acampats a les faldes del Canigó i al Mas Cremat, entre Prunet i Bellpuig i Sant Marçal (Rosselló), fins que per la influència del també ceretà Simó Batlle [nt 25] es coordinaren amb el reorganitzat maquis Henri Barbusse.

- A la Fenolleda (a la veïna Occitània, encara que dins del departament dels Pirineus Orientals), es constituí el maquis de Sornià al juny del 1944. El seu punt de trobada fou el bosc de Boissavila (comuna de Virà, a la Fenolleda). Manat per Roger Gaigné, rebé armament en un llançament en paracaigudes al proper Salvesines[18] i els seus 150 integrants participaren en la lluita per l'alliberament de Perpinyà a mitjans d'agost del 1944, fent presoner el major que comandava la plaça.

El 19 d'agost del 1944, els alemanys començaren a retirar-se dels Pirineus Orientals en vista que els desembarcaments de Provença aliats amenaçaven de deixar-los aïllats. Algunes unitats intentaren fugir creuant la frontera espanyola, fet a què s'oposà el maquis en la mesura de les seves possibilitats. Així com el maquis de Sornià feu a Perpinyà, altres grups constituïren comitès locals de l'Alliberament i prengueren el control de les seves poblacions, en deposaren els governants nomenats per Vichy (a Perpinyà, per exemple, Fèlix Mercader reemplaçà l'alcalde petainista Coudray) i mantingueren la maquinària municipal fins a les eleccions del 1945.

### Reconeixements públics posteriors
La lluita per l'Alliberament originà un gran nombre d'actes heroics fets per civils (i militars) i la tasca d'aquests fou reconeguda després de la guerra de diverses formes. Noms de resistents il·lustres es posaren a avingudes, places i carrers (moltíssims!), a col·legis i a altres edificis oficials. S'alçaren monuments o s'afixaren plaques dedicades als morts per la contesa ("Morts pour la France"), i s'atorgaren molts milers de condecoracions. Títols de Cavaller de la Legió d'Honor, la Medalla Militar per actes de Resistència, la Medalla de la Resistència (instituïda pel general de Gaulle el 1943, se n'atorgaren 64.000), la Medalla de la França Alliberada (creada el 1947 i atorgada 13.469 vegades) i l'Orde de l'Alliberament (la més selecta de totes: només se n'atorgaren 1.063)